# Askariasis
Askariasis er en sygdom, der forårsages af parasitten spolorm Ascaris lumbricoides. I over 85 % af alle tilfælde giver sygdommen ingen symptomer, særligt hvis der er en lav forekomst af orme. Symptomerne tiltager med forekomsten af orme og kan omfatte stakåndethed og feber ved sygdommens begyndelse. Disse symptomer kan blive efterfulgt af oppustethed, mavesmerter og diarré. Børn er hyppigst ramt, og hos børn kan sygdommen også medføre nedsat vægtøgning, fejlernæring og indlæringsvanskeligheder.
Smitten overføres, når personen indtager mad eller drikke, der indeholder Ascaris-æg fra afføring. Æggene klækkes i tarmene, trænger gennem bugvæggen og finder vej til lungerne via blodet. Her trænger de ind i alveolerne og passerer op via luftrøret, hvor de hostes op og sluges. Larverne føres derefter for anden gang via maven og ind i tarmen, hvor de bliver til voksne orme.
Sygdommen forbygges bedst ved renlighed, hvilket omfatter god adgang til toiletter og korrekt og hygiejnisk bortskaffelse af afføring. Håndvask med sæbe skulle også være forebyggende. I områder, hvor over 20 % af befolkningen er smittet, anbefales det at behandle alle personer regelmæssigt. Det er almindeligt at blive smittet gentagne gange. Der findes ingen vaccine. De behandlinger, der anbefales af Verdenssundhedsorganisationen WHO er lægemidlerne albendazol, mebendazol, levamisol eller pyrantelpamoat. Andre virksomme stoffer er tribendimidin og nitazoxanid.
Cirka 0,8 til 1,2 milliarder mennesker på verdensplan har spolorm, og de hyppigste forekomster er blandt befolkninger i subsaharisk Afrika, Latinamerika og Asien. Dette gør spolorm til den den mest almindelige type jordbundsoverført indvoldsorm. I 2010 medførte den circa 2.700 dødsfald i forhold til 3.400 i 1990. En anden type Ascaris rammer svin: Ascaris suum.